# Wiedźmin (film)
Wiedźmin è un film del 2001 diretto da Marek Brodzki. 
Il film è un fantasy polacco, adattamento cinematografico di alcuni racconti facenti parte della saga di Geralt di Rivia dello scrittore Andrzej Sapkowski.
La sceneggiatura è stata scritta da Michał Szczerbic, il ruolo principale è affidato a Michał Żebrowski. La colonna sonora è stata composta da Grzegorz Ciechowski. Il film è stato creato in seguito alla serie televisiva omonima le cui riprese sono state effettuate tra il luglio del 2000 e il marzo del 2001 (più di 150 giorni di riprese), e che ha però visto il debutto successivamente, nell'autunno 2002.
Una versione in DVD, intitolata The Hexer, è stata pubblicata anche al di fuori della Polonia, con doppiaggio originale o in tedesco e sottotitoli in inglese.

## Trama
Lo strigo Geralt di Rivia, chiamato anche Lupo Bianco a causa dei capelli bianchi, come tutti gli strighi ha il compito di sconfiggere i mostri che minacciano le persone.
Una volta salvata per caso la vita alla regina di Cintra, Calanthe, e alla figlia Pavetta, dotata di speciali capacità psichiche, in segno di gratitudine la regina lo invita alla sua corte. Geralt partecipa al banchetto durante il quale si deve decidere lo sposo di Pavetta fra i nobili presenti. La cerimonia viene interferita inaspettatamente dalla comparsa di un cavaliere in un'armatura d'acciaio, il quale si fa chiamare "Istrice" e sostiene di aver diritto alla mano della principessa Pavetta.
A tal proposito il cavaliere cita l'antica Legge della Sorpresa spiegando che, diversi anni prima, egli aveva salvato la vita al padre di Pavetta, chiedendo al sovrano come ricompensa qualcosa che non si aspettava una volta tornato a casa. Il re accettò, senza sapere però che la moglie era in attesa di Pavetta stessa. Parte dei presenti, indignati, si lancia contro Istrice, mentre gli altri, tra cui Geralt, lo difendono. In mezzo al disordine, Pavetta perde il controllo e scatena i suoi poteri, che vengono fermati da un druido lì presente e da Geralt. In seguito Istrice, ringraziando Geralt per avergli salvato la vita, offre allo strigo qualsiasi cosa lui desideri. Quest'ultimo decise di utilizzare la Legge della Sorpresa: appena dopo Pavetta rivela infatti di essere incinta. Da allora, la vita di Geralt sarà per sempre legata indissolubilmente a quella di Ciri, la figlia di Pavetta e Istrice.

## Produzione
Le riprese esterne sono state girate nei pressi delle montagne Świętokrzyskie e Karkonosze, nei dintorni di Malbork, Kielce (cava di Grabina), Varsavia, Kazuń k. Modlina, nei pressi del castello Gniewie, Bolków (dal 13 febbraio), e nel castello Grodziec (seconda metà di febbraio). Nel film sono stati utilizzati degli effetti speciali attraverso il computer e i combattimenti sono stati coordinati dal maestro Aikidō Jacek Wysocki. Perché tutti i combattimenti risultassero realistici sullo schermo, Michał Żebrowski ha seguito degli allenamenti di sei ore giornaliere per sette mesi dal maestro Aikidō Jacek Wysocki; per rendere ancora più realistico il combattimento da strigo l'attore ha usato una vera katana giapponese.
Pochi giorni prima del debutto del film, lo sceneggiatore Michał Szczerbic ha tolto il suo cognome dai titoli di coda, motivando il fatto dicendo che il risultato è stato diverso dalla sceneggiatura che egli scrisse. Wiedźmin è stato il primo film polacco registrato dopo Wirus nel quale non è stato indicato il cognome dello sceneggiatore.

## Colonna sonora
L'autore della colonna sonora del film è il compositore polacco Grzegorz Ciechowski.
L'album è stato distribuito nel 2001 e raccoglie 22 composizioni. L'album ha ottenuto il disco d'oro il 27 novembre 2001.
Tracce
1. Wiedźmin (5:01)
2. Pocałunek Yennefer (2:08)
3. Zew wilka (2:54)
4. Pierwsza rada Jaskra (0:48)
5. Onirina (2:08)
6. Lawina (2:06)
7. Sen Yen (2:12)
8. Druga rada Jaskra (1:09)
9. Odnajdę cię, Ciri (5:11)
10. Uciekajcie! (0:44)
11. Trzecia rada Jaskra (0:41)
12. Koniec z bandą Renfri (2:04)
13. Jak gwiazdy nad traktem (1:48)
14. Śmierć Renfri (0:44)
15. Bajka dla małej driady (2:08)
16. Lecenie ran (1:45)
17. Karczma w Blaviken (0:25)
18. Zapachniało jesienią (1:27)
19. Ballada dla Yen (1:03)
20. Czwarta rada Jaskra (2:05)
21. Ratuj, Wiedźminie (3:22)
22. Nie pokonasz miłości (3:40)

## Riconoscimenti
- 2002 – Polskie Nagrody Filmowe
  - Miglior colonna sonora a Grzegorz Ciechowski,
  - Candidatura per il Miglior ruolo femminile a Anna Dymna
  - Candidatura per il Miglior montaggio a Wanda Zeman
  - Candidatura per la Migliori costumi a Małgorzata Stefaniak
  - Candidatura per il Miglio ruolo maschile a Michał Żebrowski